# Gigny (Giura)
Gigny è un comune francese di 300 abitanti situato nel dipartimento del Giura nella regione della Borgogna-Franca Contea.

## Storia
Quando san Bernone di Borgogna vi fondò nell'880 l'Abbazia di san Pietro il comune diventò un centro importante della cristianità medioevale.

## Monumenti e luoghi d'interesse

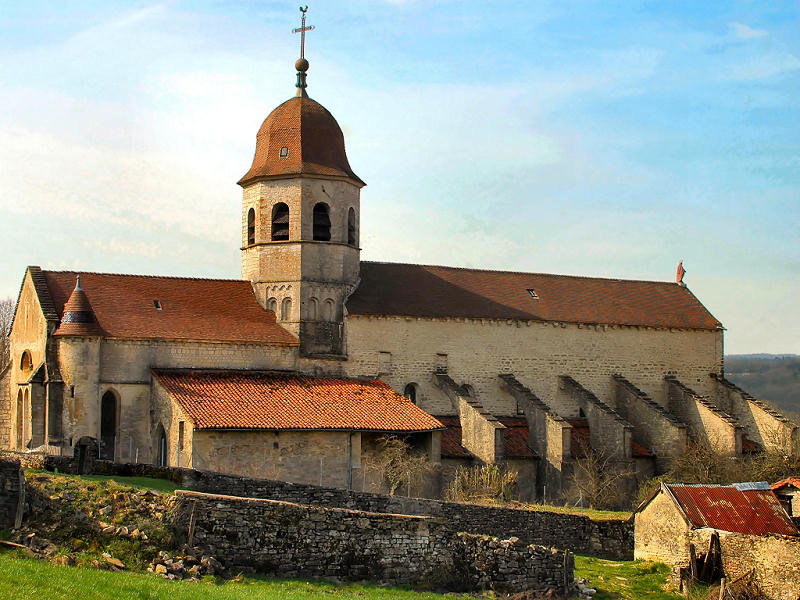
Abbazia di san Pietro

- Abbazia San Pietro di Gigny

## Società

### Evoluzione demografica
Abitanti censiti